# Budget für Ausbildung
Das Budget für Ausbildung ist eine zum 1. Januar 2020 (analog zum Budget für Arbeit) eingeführte Leistung zur Teilhabe am Arbeitsleben (LTA). Das Budget kann von Menschen mit Behinderungen genutzt werden, wenn ein Anspruch auf Leistungen im Eingangsverfahren und Berufsbildungsbereich in Werkstätten für behinderte Menschen (WfbM) vorliegt.

## Zielgruppe
Einen Anspruch auf ein Budget für Ausbildung haben Menschen, wenn sie
- einen Anspruch auf Leistungen im Eingangsverfahren, Berufsbildungsbereich oder Arbeitsbereich von anerkannten Werkstätten für behinderte Menschen (WfbM) oder einem anderen Leistungsanbieter (aLA) nach § 57 oder § 58 SGB IX haben oder
- ein sozialversicherungspflichtiges Ausbildungsverhältnis bei einem privaten oder öffentlichen Arbeitgeber in einem anerkannten Ausbildungsberuf oder Ausbildungsgang nach § 66 des Berufsbildungsgesetzes sowie nach § 42r der Handwerksordnung haben (oder beginnen)[2][3]

Das Budget für Ausbildung gilt ab dem 1. Januar 2022 auch für Personen, die gemäß § 58 SGB IX Anspruch auf Leistungen im Arbeitsbereich der Werkstatt für behinderte Menschen oder eines anderen Leistungsanbieters haben. Dies betrifft vor allem Menschen, die nicht erst vor kurzer Zeit aus der Schule entlassen wurden.

## Leistungen
Nach § 61a Abs. 2 SGB IX werden durch das Budget für Arbeit
1. die Erstattung der angemessenen Ausbildungsvergütung einschließlich des Anteils des Arbeitgebers am Gesamtsozialversicherungsbeitrag und des Beitrages zur Unfallversicherung nach Maßgabe des Siebten Buches,
2. die Aufwendungen für die wegen der Behinderung erforderliche Anleitung und Begleitung am Ausbildungsplatz und in der Berufsschule sowie
3. die erforderlichen Fahrkosten
finanziert.

## Hintergrund
Der Hintergrund für alle Gesetzesreformen, die in den 2010er Jahren zu einer Neustrukturierung den Neunten Sozialgesetzbuches geführt haben – erkennbar an der Unterscheidung der Angaben „SGB IX (alte Fassung)“ und „SGB IX (neue Fassung)“ – besteht darin, dass die Bundesrepublik Deutschland im Jahr 2009 dem Übereinkommen über die Rechte von Menschen mit Behinderungen der Vereinten Nationen beigetreten ist. Von Bedeutung für das Budget für Ausbildung ist dessen Artikel 27, der die Chance, einen Arbeitsplatz auf dem allgemeinen Arbeitsmarkt zu finden (in der Übereinkunft als „Recht auf Arbeit“ bezeichnet), zum Menschenrecht erklärt, das auch Menschen mit Behinderung zustehe. Insbesondere werden von der UN alle Verhältnisse in den Unterzeichnerstaaten kritisiert, die dazu führen, dass Menschen mit Behinderung einem segregierenden System der Ausbildung und der Arbeit zugeführt werden, und die es ihnen sehr schwer machen, dieses System zu verlassen, wenn sie es wollen. So stellte am 15. Mai 2015 der „Ausschuss für die Rechte von Menschen mit Behinderungen“ der UN in seinem „ersten Staatenbericht“ über die Verhältnisse in Deutschland fest, „dass segregierte Werkstätten für behinderte Menschen weder auf den Übergang zum allgemeinen Arbeitsmarkt vorbereiten noch diesen Übergang fördern.“ Daher empfahl der Ausschuss dem Konventions-Vertragsstaat Deutschland „die schrittweise Abschaffung der Werkstätten für behinderte Menschen durch sofort durchsetzbare Ausstiegsstrategien und Zeitpläne sowie durch Anreize für die Beschäftigung bei öffentlichen und privaten Arbeitgebern im allgemeinen Arbeitsmarkt“. Alle ab 2015 getroffenen Maßnahmen zur Reform des SGB IX können, sofern sie sich auf Art. 27 der UN-Konvention beziehen, als Reaktion auf dieses Urteil interpretiert werden.
Das Budget für Ausbildung ist Teil eines Artikelgesetzes, das unter dem Namen „Angehörigen-Entlastungsgesetz“ am 7. November 2019 verabschiedet wurde. Dieses Gesetz gehört in den Kontext der umfassenden Änderung vor allem des Neunten Buchs des deutschen Sozialgesetzbuchs, die durch das Bundesteilhabegesetz angestoßen wurde und durch die zwei Jahre zuvor auch das Budget für Arbeit eingeführt worden war.
Vor Inkrafttreten des Budgets für Arbeit hatten werkstattberechtigte Menschen mit Behinderungen häufig nur die Möglichkeit, Leistungen zur beruflichen Bildung in einer WfbM oder bei einem anderen Leistungsanbieter gemäß § 60 SGB IX in Anspruch zu nehmen. Jedoch erwerben sie mit dieser beruflichen Bildungsmaßnahme keinen auf dem allgemeinen Arbeitsmarkt anerkannten Berufsabschluss. Das Budget für Ausbildung soll diesen Menschen mit Behinderungen eine reguläre Ausbildung ermöglichen. Der Paragraph 61a SGB IX sollte den Missstand beenden, dass „bei Menschen mit kognitiver Beeinträchtigung der Weg von der Förderschule oftmals direkt in die Werkstatt für behinderte Menschen führt.“
Das mit Wirkung vom 1. Januar 2018 eingeführte Budget für Arbeit (gemäß § 61 SGB IX) ist Vorbild für das Budget für Ausbildung. Beide Budgets sollen voll erwerbsgeminderten Menschen zu einem nicht segregierend wirkenden Arbeitsverhältnis bzw. einer solchen Ausbildung verhelfen. Abgänger von Förderschulen wurden auch nach Inkrafttreten des Budgets für Arbeit de facto dadurch von einer Berufsausbildung ausgeschlossen, dass ihnen als Schulabgängern keine Leistungen aus dem Budget für Arbeit zustanden und in Werkstätten für behinderte Menschen nicht die Möglichkeit bestand, einen auf dem ersten Arbeitsmarkt anerkannten Berufsabschluss zu erlangen. Das Budget für Ausbildung zielt nicht auf die Besetzung eines Arbeitsplatzes auf dem allgemeinen Arbeitsmarkt, sondern auf die Erstausbildung am Übergang von der Schule in den Beruf ab.
Den Forderungen des Art. 27 des UN-Übereinkommens würde das Budget für Ausbildung dann gerecht, wenn es gelänge, dass bislang als nicht erwerbsfähig eingestufte Personen mit Behinderung dauerhaft Arbeitsplätze zu denselben Bedingungen einnehmen könnten wie (teilweise) erwerbsfähige Personen mit Behinderung. Die Chance hierzu unterscheidet das Budget für Ausbildung von dem Budget für Arbeit: Durch dieses erhalten Budgetnehmer zwar die Möglichkeit, mit nicht behinderten Kollegen zusammenzuarbeiten, nicht aber die Möglichkeit, den Status von arbeitnehmerähnlichen Personen zu verlieren; Sie bleiben dadurch z. B. ohne Anspruch auf Zahlung des gesetzlichen Mindestlohns.

## Resonanz auf die Einführung des Budgets für Ausbildung
Zwischen 2020 und 2022 wurde das Budget für Ausbildung nur selten in Anspruch genommen: Im Februar 2022 gab es bundesweit 32 Budgets für Ausbildung; 2021 waren es 19 Budgets und 2020 vier.
Hubert Hüppe, ehemaliger Beauftragter der CDU/CSU-Bundestagsfraktion für die Belange von Menschen mit Behinderungen, setzte am 2. Juni 2023 die Zahlenreihe fort: Dreieinhalb Jahre nach Inkrafttreten des § 61a SGB IX hätten bundesweit immer noch insgesamt keine 100 Personen das Budget für Ausbildung in Anspruch genommen.

## Reformbedarf
Mattern und Rambausek-Haß erklären die geringe Nachfrage nach dem Angebot „Budget für Ausbildung“ damit, dass es ihnen paradox erscheine, „Jugendlichen mit Behinderungen zunächst eine Werkstattempfehlung (Bedeutung ‚[noch] nicht geeignet für den allgemeinen Arbeitsmarkt‘) auszusprechen, um sie sodann in das Budget für Ausbildung (auf dem allgemeinen Arbeitsmarkt) zu vermitteln“. Dadurch werde das Budget für Ausbildung nur nach Ausschöpfung aller anderen Fördermöglichkeiten in Betracht gezogen. Darin sieht auch Hubert Hüppe das Grundproblem der jetzigen Form des Budgets für Ausbildung. Wer in der Lage sei, eine reguläre Ausbildung zu machen, gehöre grundsätzlich nicht in eine WfbM.
Laut Hubert Hüppe hat sich das Budget für Ausbildung „als krachender Misserfolg“ erwiesen. Die erheblichen Zweifel, die schon bei der gesetzlichen Ausgestaltung des Budgets an dessen Umsetzbarkeit bestanden hätten, hätten sich 2022 bewahrheitet. Im Jahr 2023 fügte Hüppe hinzu, es bestehe der Eindruck, dass das Bundesministerium für Arbeit und Soziales „gegenüber der Werkstattlobby eingebrochen“ sei.
Stefan Stache, Wissenschaftler Mitarbeiter im Fachgebiet Sozial- und Gesundheitsrecht, Recht der Rehabilitation und Behinderung der Universität Kassel, sieht ebenfalls eine Vielzahl von Strukturmängeln in der zurzeit geltenden Fassung des Budgets für Arbeit. Er äußert aber die Hoffnung, dass „[e]ine verbesserte gesetzliche Ausgestaltung und Nutzung des BuAb […] dazu führen“ könne, „dass weniger junge Menschen in die Werkstätten übergehen.“
In diesem Sinne zieht Hubert Hüppe das Fazit:
- Wenn das „Budget für Ausbildung“ ein Erfolg werden solle, müsse es auch für eine modularisierte Ausbildung je nach Interesse und Fortbildungsbedarf der jeweiligen Person mit Behinderungen – ohne Zwang, diese erfolgreich abzuschließen – möglich sein.
- Es sei falsch, dass gegenwärtig das Budget für Ausbildung erst nach Abschluss eines Ausbildungsvertrages gewährt werde. Die Zusage des Budgets müsse am Anfang des Verfahrens stehen, um den Arbeitgeber zu einem Ausbildungsvertragsabschluss zu motivieren.
- Der sogenannte Eingangs- und Berufsbildungsbereich der Werkstatt für Menschen mit Behinderungen, der bisher nur in der Werkstatt erfolgen kann, müsse ohne Bindung an die Institution budgetfähig gemacht werden.

Auf einem Treffen der Beauftragten der im Bundestag vertretenen Parteien für Belange von Menschen mit Behinderung am 17. Februar 2023 setzte sich Corinna Rüffer, Vertreterin von Bündnis 90/Die Grünen für das Budget für Ausbildung ein. Viele Instrumente für eine erfolgreiche Vermittlung seien bereits vorhanden, aber „…wir brauchen Leute, die diese Instrumente kennen und die die Prokura haben, sie auch anzuwenden. Die nicht nur am Anfang eines Beschäftigungsverhältnisses, sondern dauerhaft an der Seite der Menschen stehen und gucken, dass das auch gut funktioniert.“ Ein wichtigeres Problem ist für Corinna Rüffer das der Anbahnung. Auch beim Budget für Ausbildung brauche es jemand, der begleite, die Person vorbereite und dabei helfe, einen geeigneten Betrieb zu finden. Außerhalb der Werkstattstrukturen seien behinderte Menschen und ihre Angehörigen auf sich allein gestellt. Die Beauftragten aller auf dem Treffen vertretenen Bundestags-Fraktionen bewerten das Budget für Ausbildung als noch zu unbekannt.
Der Vertreter eines Inklusionsbetriebs bei dem Treffen gab zu bedenken, dass es nicht reiche, „wenn wir für Menschen mit geistiger Behinderung die bestehende Ausbildung anders verpacken und kleiner machen. Wie brauchen für sie eine ganz neue Form der Ausbildung, praxisorientiert und sehr fokussiert, wo die Theorievermittlung auf die Praxis abzielt.“ Das Ziel sei ein guter Berufseinstieg. Das duale Ausbildungssystem sei für viele eine Überforderung.